# Saint-Ambreuil
 Saint-Ambreuil  es una población y comuna francesa, en la región de Borgoña, departamento de Saona y Loira, en el distrito de Chalon-sur-Saône y cantón de Sennecey-le-Grand.

## Demografía
| 314 | 313 | 328 | 351 | 415 | 479 |
| Para los censos de 1962 a 1999 la población legal corresponde a la población sin duplicidades (Fuente: INSEE [Consultar]) |     |     |     |     |     |